# 大众公用
上海大众公用事业（集团）股份有限公司（上交所：600635，简称：大众公用；港交所：01635）是中华人民共和国上海市的一家以公用事业、交通运输业为主的综合企业，前身为1991年12月原上海大众出租汽车公司参与组建的上海浦东大众出租汽车股份有限公司，为中国大陆第一家股份制出租汽车企业。1993年3月4日以上海大众科技创业（集团）股份有限公司（“大众科创”）的名义在上海证券交易所A股主板上市，2016年在香港证券交易所二次上市。